# Technische bedrijfskunde
Technische bedrijfskunde of industrial engineering is een tak van de ingenieurswetenschappen, waarin de nadruk wordt gelegd op de technische aspecten van de bedrijfsvoering.

## Algemeen
De technische bedrijfskunde houdt zich bezig met het ontwerp, de ontwikkeling, de verbetering, de implementatie en de evaluatie van geïntegreerde systemen van mensen, kennis, uitrusting, energie, materialen, grondstoffen en processen. Ze baseert zich hiervoor op de principes en methodes van de ingenieurswetenschap, maar gebruikt ook wiskunde, fysica en sociale wetenschappen. Vaak worden vakgebieden als IT/automatisering, logistiek management, operationeel onderzoek etc. ook onder de noemer "industrial engineering" geplaatst.
De technische bedrijfskunde houdt zich dan ook bezig met het zogeheten meso-niveau, ook helicopter-view genaamd, waarbij niet zozeer de technische details van een productieproces op zichzelf worden bekeken, maar waarin deze in het kader van het bedrijfsgebeuren worden geplaatst. Ook de productieplanning speelt daarin bijvoorbeeld een belangrijke rol. Het mesoniveau bevindt zich dan tussen het macroniveau (satellite-view), waarop zich bijvoorbeeld de technische beleidskunde begeeft, en het micro-niveau, het aloude domein van, bijvoorbeeld, de werktuigbouwkunde. Uiteraard beperkt de technische bedrijfskunde zich al lang niet meer tot de stuksgewijze productie, maar omvat ook andere domeinen zoals de procesindustrie, het transport en zelfs ziekenhuizen.
De doelstellingen van een technisch bedrijfskundige kan zijn het elimineren van verspillingen (muda's) van tijd, geld, materialen, energie en andere resources. Voorbeelden waar technische bedrijfskunde kan worden toegepast, zijn: het verkorten van wachtlijnen in bijvoorbeeld een pretpark, een bankkantoor, een productielijn, het stroomlijnen van een productieproces, een wereldwijd distributienetwerk.
Terwijl de meeste ingenieursdisciplines hun kunde toepassen op een specifiek gebied, is industrial engineering vrijwel overal toepasbaar (zowel bij profit- als non-profitorganisaties). Uiteraard moet een technisch bedrijfskundige kunnen samenwerken met andere typen bedrijfskundigen, zoals zij met een managementopleiding, financiële experts, juristen, organisatiekundigen, marketingmensen en – uiteraard – technici. Dit alles vereist een brede opleiding.

## Geschiedenis
Het vakgebied der technische bedrijfskunde is eind 19e eeuw voortgekomen uit onder meer de werktuigbouwkunde. Veel werktuigbouwkundigen kregen later een functie die een bredere kijk op het productieproces vereiste dan een puur technische, zonder dat ze daar een opleiding voor hadden genoten.
Hoewel de eerste aanzetten tot het vakgebied der technische bedrijfskunde al op het eind van de 19e eeuw zijn gegeven, bijvoorbeeld door Frederick Taylor (1856-1915), die het scientific management ontwikkelde, is het vakgebied pas in de laatste decennia van de 20e eeuw volwassen geworden. Een belangrijke oorzaak van deze volwassenwording is de ontwikkeling van de bedrijfsinformatica, waardoor de informatiestromen binnen het bedrijf met elkaar gekoppeld konden worden.

## Onderwerpen
De belangrijkste onderwerpen waarmee de technische bedrijfskunde zich tegenwoordig bezighoudt betreffen de logistiek en de bedrijfsinformatiesystemen. Het betreft dus feitelijk de goederenstromen en de informatiestromen binnen een bedrijf. Daarnaast worden ook onderwerpen uit de bedrijfseconomie, zoals kostprijscalculatie, en ergonomie bestudeerd. Uiteraard zijn hulpwetenschappen als bedrijfspsychologie, organisatiekunde en dergelijke van groot belang, maar zij vormen niet de kern van de technische bedrijfskunde.
De logistiek wordt gewoonlijk verdeeld in interne en externe logistiek. Vaak wordt gezocht naar optimale oplossingen, bijvoorbeeld voor het plannen van de productie of het bepalen van de locatie van een nieuw magazijn, waartoe methoden uit de operationele research worden gehanteerd. Indien het onmogelijk is om goede wiskundige modellen te maken vanwege de ingewikkeldheid van het probleem, neemt men zijn toevlucht tot computersimulatie.
In de bedrijfsinformatica is onder meer het koppelen van allerlei beperkte informatiesystemen, zoals een boekhoudsysteem of een magazijnadministratie, tot een alomvattend geheel. Dit leidt tot ERP-systemen die het gehele bedrijfsgebeuren omvatten. Uiteraard moet de invoering hiervan met de grootste zorgvuldigheid geschieden, daar anders het gehele bedrijfsproces grote schade ondervindt. Vaak is voor de invoering hiervan een omslag in de bedrijfsorganisatie noodzakelijk (business process reengineering).
Aangezien bedrijven tegenwoordig veel met toeleveranciers werken, is ook de koppeling van de informatiesystemen van de verschillende bedrijven in een productieketen een belangrijk aandachtspunt van de technische bedrijfskunde.

## Opleidingen in België en Nederland
In Nederland kan aan de Universiteit Twente, de Technische Universiteit Eindhoven en de Rijksuniversiteit Groningen de opleiding Technische Bedrijfskunde (ir./MSc.) gevolgd worden. Daarnaast wordt technische bedrijfskunde op tal van hogescholen als bachelor gegeven. Enkele scholen die de opleiding Technische Bedrijfskunde aanbieden zijn Avans Hogeschool, Zuyd Hogeschool, Fontys Hogescholen, Hogeschool van Arnhem en Nijmegen, Windesheim, Hogeschool van Amsterdam, Hogeschool Rotterdam, Hogeschool Utrecht, De Haagse Hogeschool,  NHL Stenden, HanzeHogeschool, Saxion, Hogeschool Zeeland en Hogeschool Inholland.
Aan de Universiteit Gent in België bestaat er sinds 2007 een master in de ingenieurswetenschappen: Bedrijfskundige Systeemtechnieken en Operationeel Onderzoek  die een ingenieursdiploma aflevert in deze discipline. Er zijn drie majors (hoofdvakken) waaruit de studenten kunnen kiezen: IE (Industrial Engineering), OR (Operations Research) en SY (Systeemkunde).
Aan de Katholieke Universiteit Leuven wordt een initiële masteropleiding aangeboden, de Master in de Ingenieurswetenschappen: VLITS. De afkorting VLITS staat voor "verkeer, logistiek en intelligente transportsystemen".